# Eteropolisaccaride
Gli eteropolisaccaridi sono polisaccaridi composti dall'unione di più monosaccaridi differenti, tramite legami glicosidici. Differiscono dagli omopolisaccaridi che sono composti dalla ripetizione monomerica dello stesso zucchero. Esempi di eteropolisaccaridi sono gli glicosamminoglicani, i peptidoglicani e i proteoglicani.
Gli eteropolisaccaridi sono sintetizzati a partire da precursori che si formano a livello citoplasmatico.